# BS"D

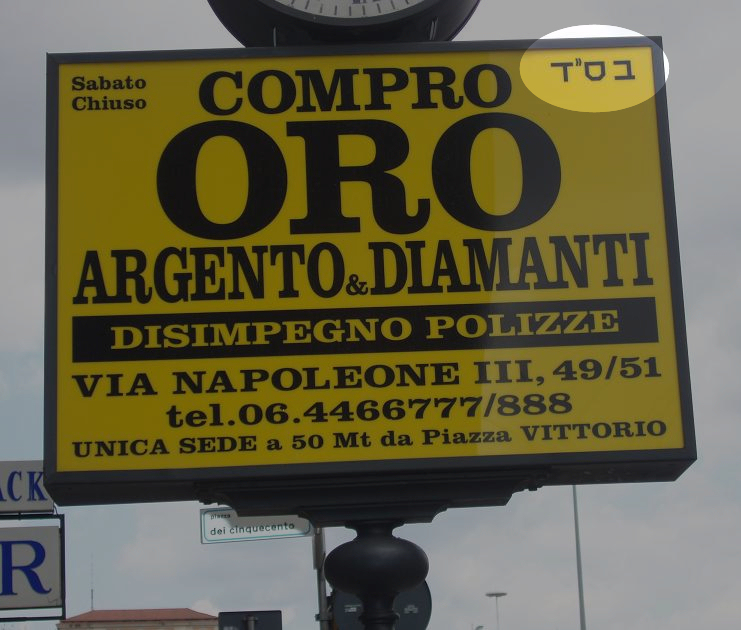
Cartello pubblicitario fotografato a Roma. Nell'angolo in alto a destra è possibile leggere la sigla בס"ד (Bs"d)

BS"D, in ebraico בס"ד, è una tipica, tradizionale sigla che si può facilmente trovare in molti documenti ebraici, come anche in molte delle moderne pagine web che trattano di ebraismo. 
La sigla è formata da tre lettere dell'alfabeto ebraico, bet, samech e dalet (più le virgolette che separano le ultime due lettere) e viene solitamente traslitterata in BS"D.
Questa sigla tiene il posto della frase, scritta in lingua aramaica, b'siyata de'Shemaya, che significa letteralmente "con l'aiuto del Cielo" e viene scritto nella parte alta dei documenti, per ricordare allo scrittore e al lettore che, senza l'aiuto del Signore, è impossibile per l'uomo realizzare qualcosa che intrinsecamente possegga i valori eterni che Lui ci ha rivelato.
Nei documenti scritti in caratteri ebraici la sigla si trova in alto a destra, perché la lingua ebraica si scrive da destra a sinistra, mentre si trova in alto a sinistra se scritta nella forma traslitterata.

## Origine dell'uso
La frase aramaica, quindi la sigla che se n'è creata, non erano in uso nell'antico Israele. Si può quindi asserire che l'uso che di essi viene fatto oggi sia la continuazione di una tradizione abbastanza recente della cultura giudaica. Le ricerche volte ad individuare il momento in cui questa sigla ha avuto i suoi natali non hanno potuto dare esiti certi, ma si pensa che l'uso risalga al primo secolo dell'era volgare (I secolo).

## Significato moderno
L'usanza di scrivere questa sigla è un  modo per ricordare a ciascun ebreo un'importante verità: che senza l'aiuto divino non è possibile creare qualcosa che possegga effetti eterni o che abbia in sé i sempreverdi principi rivelati dal Signore al popolo di Israele.
Ciò nonostante, qualcuno sostiene come essa sia una pratica o una tradizione non certo indispensabile: dal momento che ogni operazione che l'uomo compie è senz'altro fatta con l'aiuto del Signore, che bisogno c'è di ricordarlo? E perché, in secondo luogo, ci sarebbe bisogno di riportare questa ovvia verità nei documenti scritti, ma non invece nelle altre creazioni umane? Si può rispondere che di certo l'uso della sigla non è indispensabile: si può scrivere un documento senza, e questo sarebbe altrettanto valido. La sigla non è un requisito essenziale, ma rappresenta uno dei tanti aspetti della cultura ebraica che può aiutare nel  quotidiano colloquio con Adonai. Per chi la usa, non è quindi una semplice tradizione, bensì una vera e propria preghiera, una invocazione che gli ebrei più religiosi continuano ad apporre all'inizio dei loro documenti.

## Impiego
Non è raro vedere, per lo più nelle traslitterazioni inglesi, una sigla leggermente diversa da quella classica, formata cioè dalle lettere B"H. Esse rappresentano la frase B'ezras Hashem, che significa "con l'aiuto di Hashem". Il significato non cambia: non è altro che un diverso modo per invocare l'aiuto divino. Letteralmente HaShem significa il-Nome e viene usato per non pronunciare il Nome di Dio.
Differente da questa è anche Barukh Hashem, Benedetto sia il Suo Nome o Benedetto sia Dio, usando la parola Hashem per evitare la recitazione invano del nome "Ad-onai" che è buon uso non pronunciare continuamente senza un motivo importante.